# Gustavo Menini
Gustavo Jaquier Menini (Marília, 2 aprile 1985) è un giocatore di calcio a 5 brasiliano.
Impiegato come laterale offensivo, si è laureato capocannoniere della serie A nella stagione 2009-10 con la maglia del Pescara.

## Carriera
Portato in Italia dall'Augusta, con la cui maglia esordisce non ancora ventenne nella stagione 2004-05, dopo tre stagioni approda alla neopromossa Pro Scicli. Nel dicembre del 2008 si trasferisce al Pescara con cui la stagione seguente si laurea capocannoniere della serie A mettendo a segno 36 marcature.
Nel 2011-12 viene acquistato dallo Sport Five Putignano, con cui mette a segno 11 gol in campionato e 2 nei play-off. La stagione seguente si trasferisce in prestito al neopromosso Real Rieti che conduce alla salvezza evitando i play-out. Scaduto il prestito il giocatore viene riscattato dalla società reatina ma nella stessa sessione di mercato è successivamente ceduto al Latina in serie A2.

## Palmarès

### Competizioni nazionali
- Campionato di Serie A2: 1

Latina: 2013-2014

### Individuale
- Capocannoniere della Serie A: 1

Pescara 2009-10